# Rivera
 Ovo je glavno značenje pojma Rivera. Za druga značenja pogledajte Rivera (razdvojba).
Rivera je grad na sjeveroistoku Urugvaja, uz granicu s Brazilom, središte istoimenog departmana.

## Povijest
Selo (špa. pueblo) pod imenom Pereira osnovano je 21. ožujka 1860. godine, 7. svibnja 1862. naselje je dobilo status većeg naselja (villa)  pod nazivom Ceballos u čast španjolskog generala Pedra de Cevallosa. U srpnju 1867. godine službeno je nazvan Rivera, u to vrijeme s druge strane granice postojao je brazilski grad Santana do Livramento. Glavni grad departmana postao je 1. listopada 1884. Njegov status je uzdignut na grad (ciudad) 10. lipnja 1912. godine.
Godine 1943. godine mješovita komisija ustvrdila je razgraničenje između dvaju gradova. Još od 1851. godine do danas, stanovnici obje zajednice mogu se slobodno kretati na obje strane. Carina i kontrolne točke nalaze se izvan gradova. Danas je trgovina jedna od glavnih gospodarskih grana Rivere.

## Stanovništvo
Prema popisu stanovništva iz 2011. godine, grad Rivera je imao 64.465 stanovnika.
| Godina | Stanovništvo |
| ------ | ------------ |
| 1867.  | 341          |
| 1889.  | 1.000        |
| 1908.  | 8.986        |
| 1963.  | 41.266       |
| 1975.  | 48.780       |
| 1985.  | 57.314       |
| 1996.  | 62.859       |
| 2004.  | 64.426       |
| 2011.  | 64.465       |

- Izvor: Državni statistički zavod Urugvaja.[4]